# Parc national de Björnlandet
Vous lisez un « bon article » labellisé en 2019.
Le parc national de Björnlandet (en suédois : Björnlandets Nationalpark) est un parc national de Suède situé dans le sud-est de la province de Laponie, dans le comté de Västerbotten. Il couvre 2 369 ha, dont la majeure partie est occupée par une forêt primaire ou ancienne.
Le paysage est vallonné, avec plusieurs collines dont les flancs sont localement entaillés de falaises. Ces falaises ont été creusées par des glaciers, qui sont aussi à l'origine du grand nombre de blocs rocheux dans le paysage. Ce terrain rocheux, avec un sol maigre, donne lieu à des forêts de pins avec une végétation au sol assez pauvre. Cependant, cette forêt ancienne constitue un refuge pour un grand nombre d'espèces de lichens, mousses, champignons et d'insectes, ainsi que pour certains oiseaux, dont la survie dépend de la dynamique naturelle des forêts, y compris les feux de forêts, et qui ont en grande partie disparu des forêts fortement exploitées du nord suédois. Dans les vallées, les terrains plus humides donnent lieu à des environnements différents, allant de forêts d'épicéas aux tourbières d'aapa.
L'histoire du parc est liée aux populations sames qui vivaient dans la région. Elles subsistaient essentiellement de la chasse et la pêche, et n'avaient un impact que très limité sur les forêts. Progressivement, à partir du XVIIIe siècle, les Suédois commencent à s'installer, et au XIXe siècle, l'exploitation intensive des forêts de la région débute. Cependant, notamment du fait de la difficulté d'accès aux terrains, Björnlandet parvient à échapper en grande partie à cette exploitation. L'excellent état de préservation de ses forêts est remarqué lors d'un grand inventaire national des forêts dans les années 1980, et il est immédiatement proposé de les protéger. En 1991, le parc national est créé, d'une superficie de 1 130 ha. Il est étendu à la surface actuelle en 2017. En parallèle à l'extension du parc, les infrastructures touristiques sont améliorées, et il accueille maintenant 6 500 visiteurs par an.

## Géographie

### Localisation et frontières
Le parc national de Björnlandet est compris dans la commune d'Åsele du comté de Västerbotten au nord de la Suède. Il est situé à l'intérieur des terres au sud-est de la province de Laponie, à 37 km d'Åsele et environ 130 km à l'ouest de la grande ville côtière d'Umeå. Il s'étend sur 2 369 ha.

### Relief
Björnlandet se situe dans une région vallonnée, formant un paysage appelé vågig bergkullterräng (approximativement « relief ondulant de collines ») caractéristique du Norrland. Dans la région, les massifs s'étendent selon une direction principale nord-ouest sud-est ; le parc lui-même recouvre principalement un massif dont le sommet, Storberget, culmine à 551 m d'altitude, mais qui comprend aussi entre autres les sommets Jon-Ersberget et Björnberget. Ce massif s'élève ainsi environ 250 m au-dessus de la vallée de la rivière Flärkån qui borde le parc à l'Est. En dehors de ce massif principal, le parc inclut d'autres sommets, dont en particulier Skallberget, point culminant du parc avec 559 m, Svedjeberget (461 m) et Getarkullen (473 m). Le parc est traversé par une vallée assez large orientée ouest-est comprenant le lac Angsjön, et les massifs eux-mêmes sont coupés de ravines étroites et parfois profondes. Une autre caractéristique du relief est la présence de falaises, avec des éboulis à leurs pieds, la plus connue étant la falaise au sud de Björnberget, atteignant environ 70 m.

Carte du parc national.

### Géologie

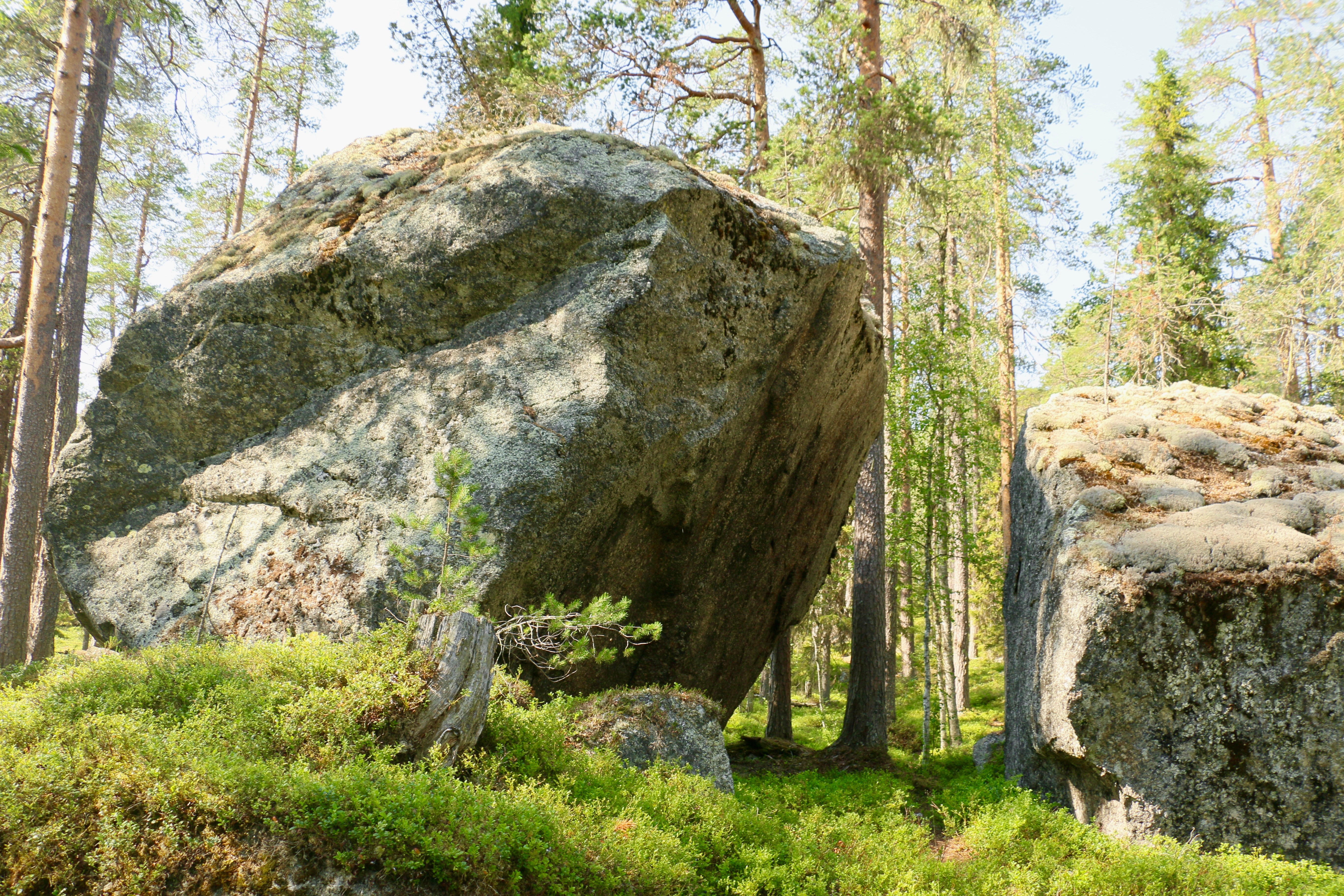
Deux gros blocs erratiques dans le parc.

La roche principale du parc est le granite de Revsund, caractérisé par une texture porphyrique à grains grossiers et une couleur grise parfois rougeâtre. Ces granites sont datés d'environ 1,8 Ga, et sont inclus dans la province ignée transcandinave. Ils se sont formés à la bordure de la chaîne des Svécofennides, dans un contexte de subduction similaire à l'actuelle cordillère des Andes.
L'ensemble de ces reliefs fut par la suite érodé, jusqu'à former une surface essentiellement plate que l'on appelle la pénéplaine subcambrienne,. Durant le cambrien, une transgression marine aboutit à des dépôts sédimentaires sur cette surface, la protégeant de l'érosion, mais un soulèvement tectonique durant le mésozoïque fait à nouveau émerger ces terrains, redémarrant le processus d'érosion. Le climat chaud et humide entraine une érosion importante avec kaolinisation des granites, qui sur ces terrains surélevés creuse d'importantes vallées, suivant initialement les lignes de fractures de la roche,. Finalement, une nouvelle transgression marine va à nouveau protéger ce paysage, empêchant une nouvelle pénéplanation comme on peut l'observer dans d'autres régions du nord de la Suède,. Ces sédiments ont été depuis à nouveau érodés, laissant apparaître la surface ondulante du mésozoïque qui forme donc la base du paysage actuel,.
Si les reliefs datent en grande partie du mésozoïque, les glaciations quaternaires ont elles aussi laissé leur empreinte dans le paysage. En particulier, les glaciers ont inlassablement arraché des gros blocs rocheux aux collines et montagnes, et les ont déposés dans les dépressions, sous forme de blocs erratiques et de vastes champs rocheux. De même, l'action répétée du gel est à l'origine des falaises qui apparaissent en de nombreux points sur les versants des collines. Enfin, les glaciations sont visibles par les moraines qui recouvrent l'essentiel du parc et donnent lieu à un sol très pauvre pour la végétation.

### Climat
Le climat de la région est un climat continental froid, avec des grandes variations de température entre l'été et l'hiver. Les précipitations atteignent un peu plus de 600 mm par an, avec un maximum en été-automne. Elles se font sous forme de neige pendant une grande partie de l'année et finalement, la couverture neigeuse se maintient en moyenne pendant 175 à 200 jours, avec une épaisseur maximale de 120 à 140 cm. Du fait des différences d'altitude, mais aussi de l'orientation, il y a d'importantes variations dans le climat local.
| Mois                              | jan.  | fév.  | mars  | avril | mai  | juin | jui. | août | sep. | oct. | nov. | déc.  | année |
| --------------------------------- | ----- | ----- | ----- | ----- | ---- | ---- | ---- | ---- | ---- | ---- | ---- | ----- | ----- |
| Température minimale moyenne (°C) | −15,9 | −15,2 | −11,1 | −4,9  | 0,2  | 5,7  | 8,8  | 7,4  | 3,3  | −1,6 | −8,4 | −13,7 | −3,7  |
| Température moyenne (°C)          | −11,3 | −10,3 | −5,7  | 0,1   | 6,3  | 11,7 | 14,4 | 12,6 | 7,8  | 1,8  | −5,1 | −9,3  | 1,1   |
| Température maximale moyenne (°C) | −6,9  | −5,4  | −0,2  | 5     | 12,4 | 17,7 | 20,1 | 17,8 | 12,4 | 5,3  | −1,8 | −5    | 6     |
| Précipitations (mm)               | 43,5  | 31,5  | 35,3  | 30    | 35   | 55,9 | 73,2 | 75,8 | 59,6 | 56,9 | 56,6 | 49,2  | 608,5 |

| Diagramme climatique                                  |               |               |         |           |             |             |             |             |             |              |             |
| J                                                     | F             | M             | A       | M         | J           | J           | A           | S           | O           | N            | D           |
| −6,9−15,943,5                                         | −5,4−15,231,5 | −0,2−11,135,3 | 5−4,930 | 12,40,235 | 17,75,755,9 | 20,18,873,2 | 17,87,475,8 | 12,43,359,6 | 5,3−1,656,9 | −1,8−8,456,6 | −5−13,749,2 |
| Moyennes : • Temp. maxi et mini °C • Précipitation mm |               |               |         |           |             |             |             |             |             |              |             |

### Hydrographie
Le principal cours d'eau du parc est Björkbäcken, qui prend le nom d'Angsjöbäcken à la sortie du lac Angsjön. Ce dernier est le plus grand lac de Björnlandet, avec 32 ha. Angsjöbäcken se jette dans la rivière Flärkån juste à la sortie du parc, et cette rivière est elle-même un des principaux affluents du fleuve Gideälven. Les principaux affluents de Björkbäcken sont Svärmorsbäcken, en provenance du nord, et Guldbäcken qui est entièrement situé dans le parc. Les vallées à fond plat de Björkbäcken et Svärmorsbäcken comprennent un vaste réseau de tourbières, ponctuées de petits lacs. On trouve aussi des petites tourbières et petits lacs sur les hauteurs du parc. Enfin, au sud-ouest du parc s'écoule le ruisseau Häggsjöbäcken dans une vallée profondément découpée. Il est l'émissaire du lac Häggsjön qui borde le parc à l'ouest et fait aussi partie du bassin versant du Gideälven.
Le débit maximal des ruisseaux du parc correspond à la fonte des neiges à la fin du printemps, avec un maximum secondaire avec les fortes précipitations d'automne.

Panorama du lac Angsjön.

## Milieux naturels
Le parc national de Björnlandet est d'après la classification du Fonds mondial pour la nature (WWF), situé dans l'écorégion terrestre de la taïga scandinave et russe. Il constitue un îlot de forêt primaire ou ancienne dans une vaste région forestière autrement fortement exploitée. Si la forêt est, de loin, l'écosystème dominant du parc, quelques zones humides sont aussi présentes. Selon la classification de la directive habitats, l'habitat dominant est la taïga occidentale (9010), avec 1 600 ha, suivi par les tourbières de transition et tremblantes (7140) avec 155 ha, les tourbières boisées (91D0) avec 65 ha et une trentaine d'hectares de lacs et mares dystrophes naturels (3160) et de forêts fennoscandiennes à Picea abies riches en herbes (9050).

### Flore

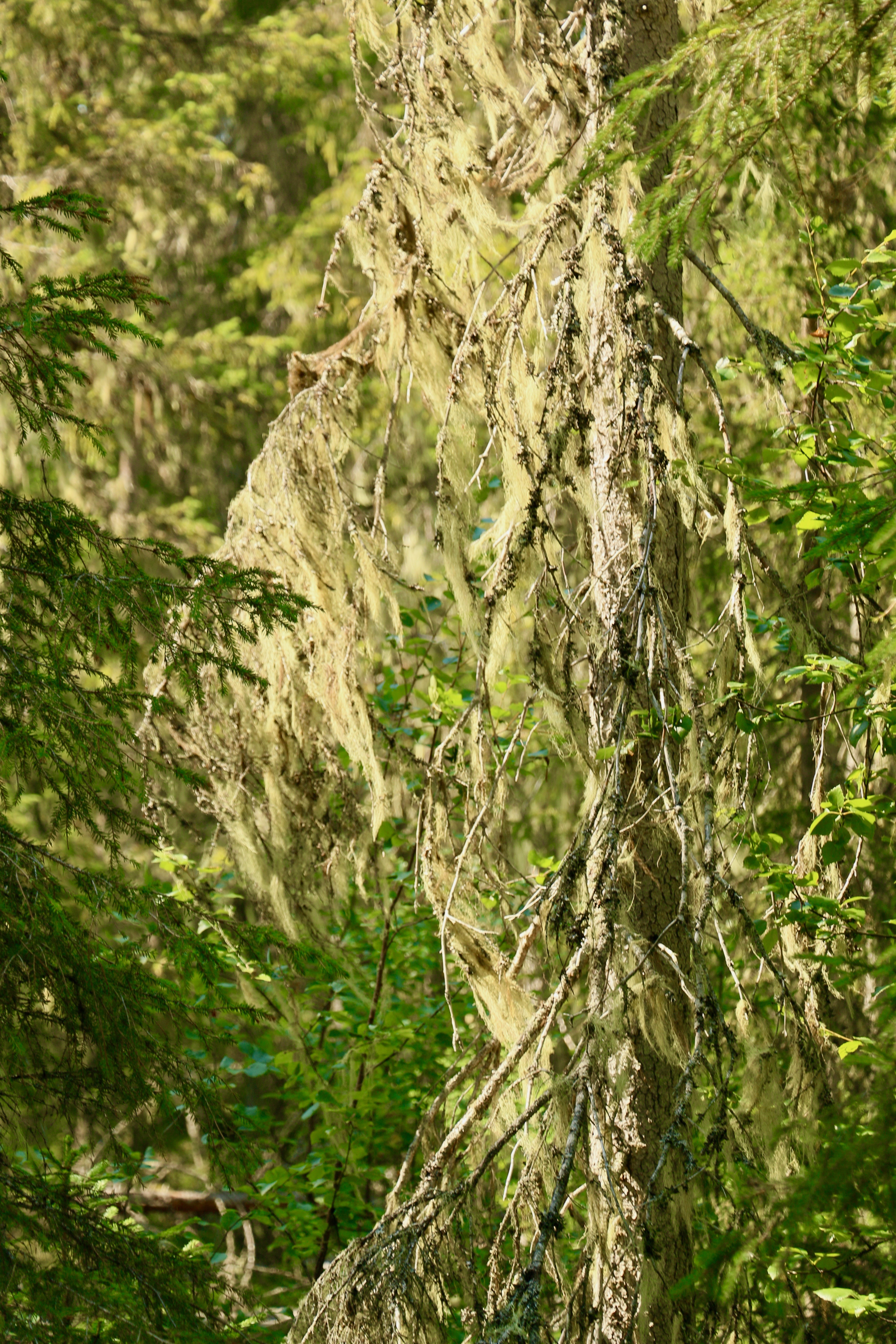
Lichens sur les branches des conifères de Björnlandet.

Les forêts de Björnlandet sont principalement des forêts anciennes de pins sylvestres (Pinus sylvestris), les plus vieux ayant plus de 500 ans, datant d'après l'incendie de 1508, mais la plupart datent d'après l'incendie de 1831. Les pins résistent assez bien aux feux de forêt et sont aussi fortement dépendants des feux pour la pousse de nouveaux individus,. En revanche, avec le temps, la concurrence des épicéas communs (Picea abies) devient de plus en plus importante, et, en l'absence d'incendie, ceux-ci finissent par dominer les forêts. Ainsi, les feux de forêts sont un élément important de l'équilibre naturel des forêts suédoises. Ils ont eu lieu en moyenne tous les 91 ans à Björnlandet, mais sont devenus plus rares depuis le XIXe siècle, étant systématiquement combattus par l'Homme. Pour cette raison, la proportion d'épicéa commun dans le parc est de plus en plus importante.
Les forêts anciennes de pins sont présentes à travers le parc, mais en particulier autour de certaines zones, comme le sud et est de Björnberget, et certaines zones sur les collines d'Angsjöberget, Rönnlandet, Svedjeberget et Storberget. Il s'agit en général de zones riches en blocs rocheux ou comportant de fortes pentes, qui ont empêché l'exploitation de la forêt avant qu'elle ne soit protégée. La végétation au sol est en général pauvre, ce qui est assez typique de la région. Le parc comprend 128 espèces de plantes vasculaires, les plus caractéristiques étant l'airelle (Vaccinium vitis-idaea), la myrtille (Vaccinium myrtillus) et la camarine noire (Empetrum nigrum). La flore la plus notable de ces forêts est au niveau des lichens, mousses et champignons, avec beaucoup d'espèces qui apprécient les forêts anciennes et se font rares dans les forêts fortement exploitées du reste de la région. 195 espèces de lichens ont été recensées dans le parc, dont 31 sur la liste rouge suédoise des espèces menacées. La plupart des lichens sont associés aux sols rocheux ou au bois mort, y compris quelques espèces liées au bois brulé. De la même façon, 133 espèces de champignons ont été observées, dont 39 sur la liste rouge nationale, les espèces les plus notables étant celles se développant sur le bois mort, telles que Haploporus odorus et les espèces de la famille des Bankeraceae, considérées comme bon indicateurs de l'état des forêts.

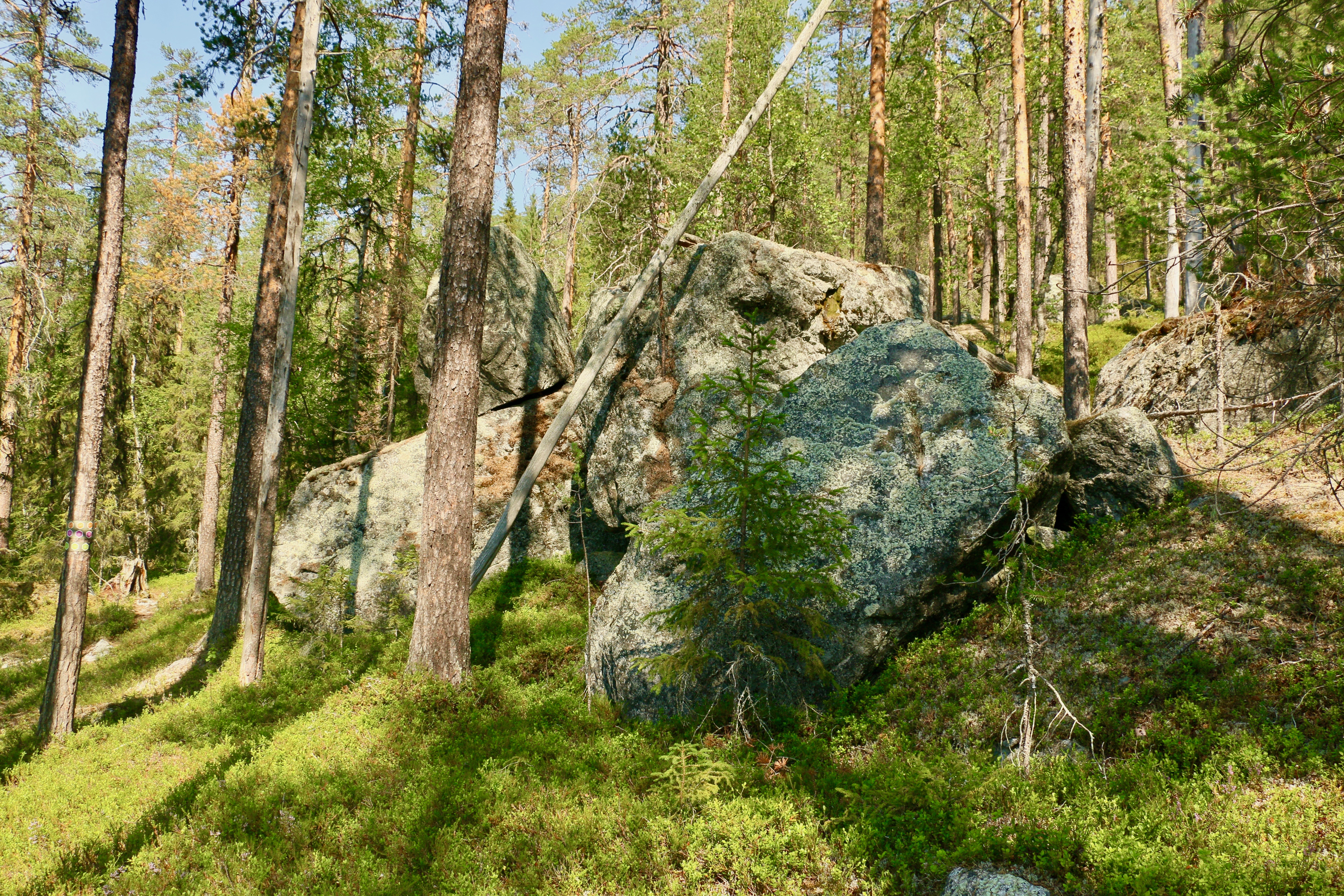
Forêt typique de Björnlandet, sur les pentes de Björnberget.
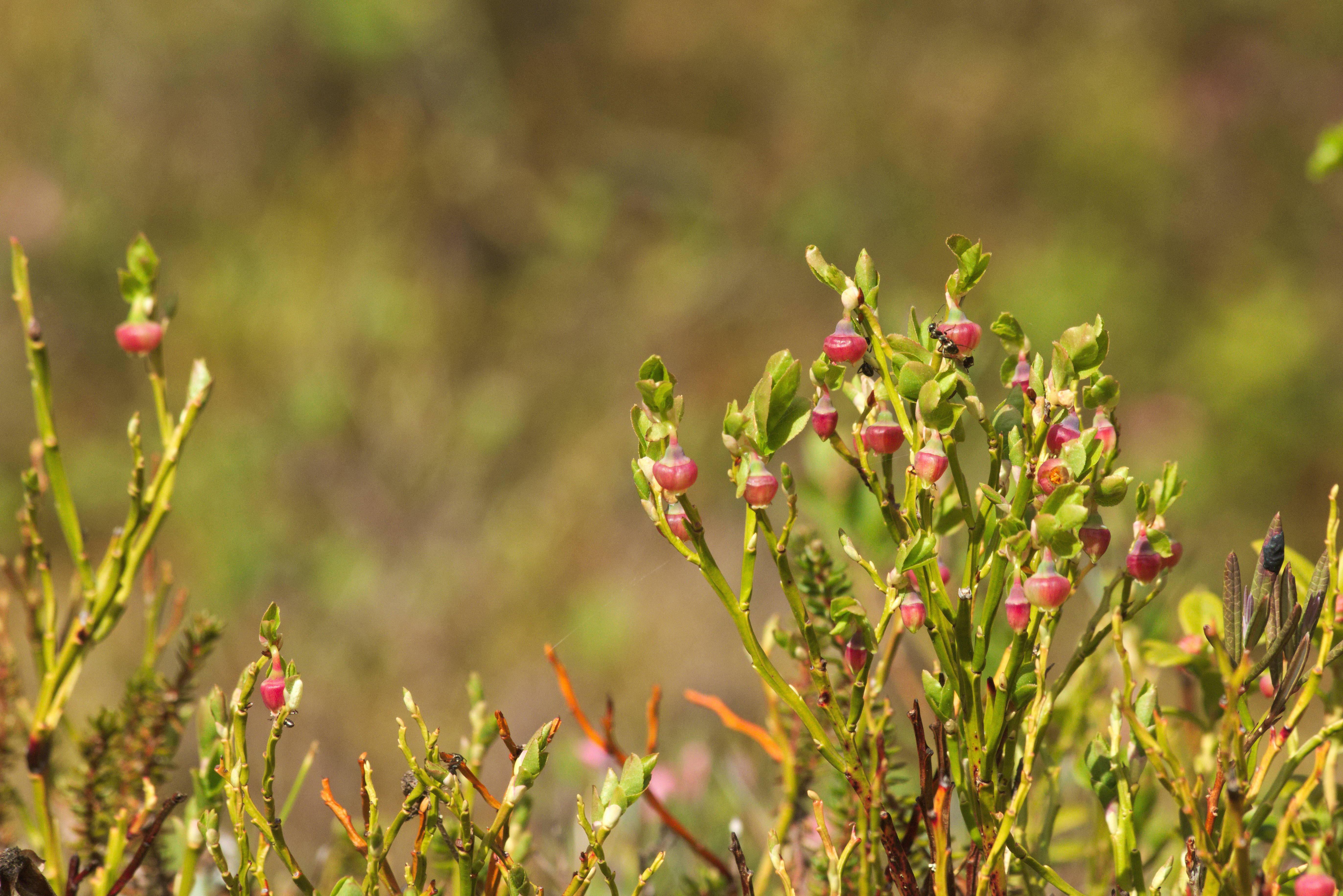
Myrtille en floraison dans le parc.
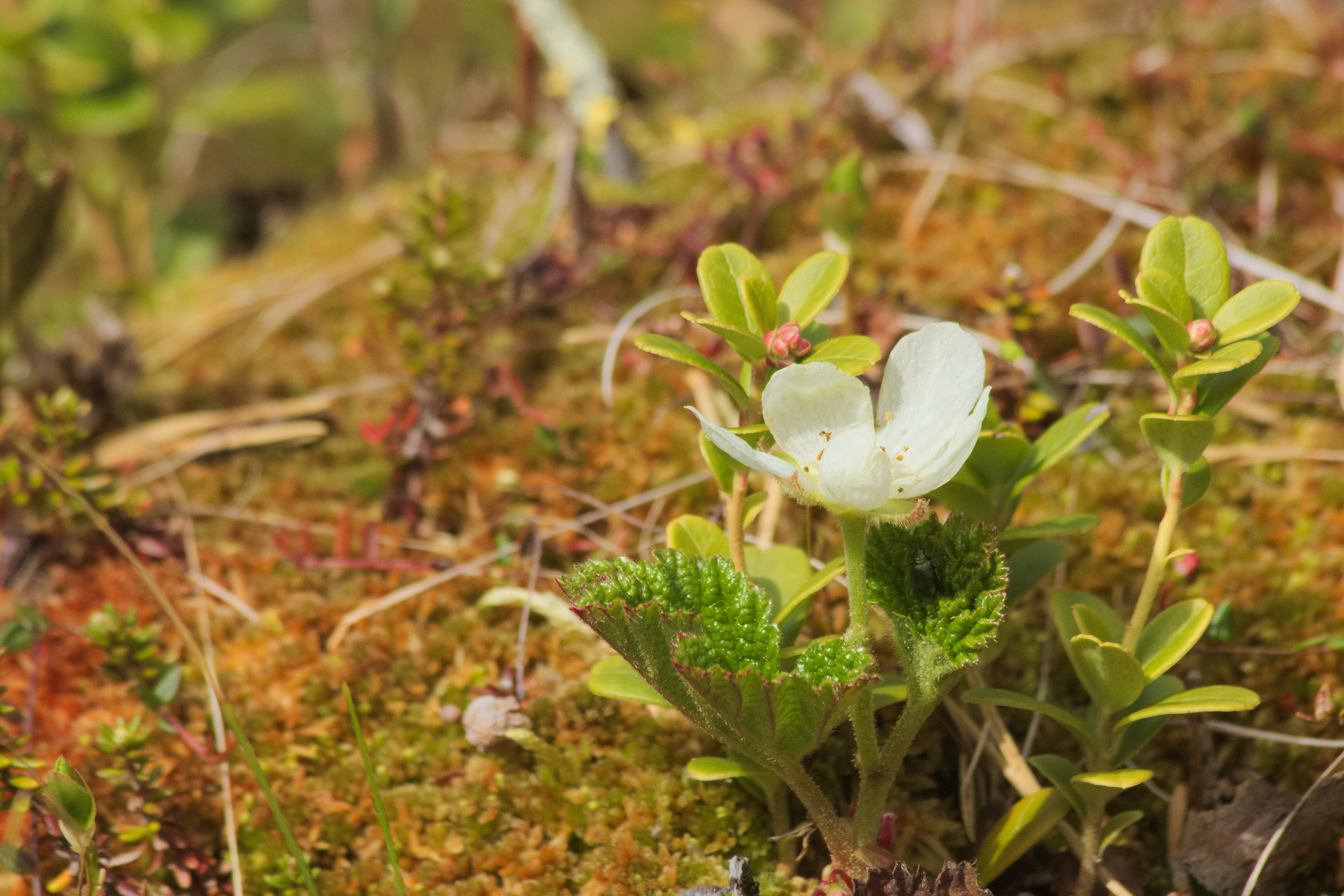
Plaquebière (Rubus chamaemorus) en fleurs.

Lorsque le terrain se fait plus humide, la flore se fait plus riche et plus variée. Il existe un gradient allant des forêts humides aux tourbières totalement dénuées d'arbres. Les forêts humides sont dans les vallées, à proximité des ruisseaux, et sont le plus souvent dominées par les épicéas. En effet, si les épicéas sont présents aux côtés des pins dans une grande partie des forêts du parc, ils sont l'essence principale dans les vallées et les zones plus humides, qui sont plus rarement affectées par les incendies. S'ils sont en général plus jeunes que les pins, ils peuvent tout de même atteindre 300 ans dans ces zones refuges. Les zones les plus humides abritent aussi une certaine proportion de feuillus, autrement relativement rares dans le parc. Il s'agit surtout du bouleau pubescent (Betula pubescens), de l'aulne blanc (Alnus incana) et du sorbier des oiseleurs (Sorbus aucuparia). Le tremble (Populus tremula) et le saule marsault (Salix caprea) sont présents localement et sont associés à une flore spécifique. Les forêts humides se reconnaissent aussi à leur végétation au sol, avec des fougères, telles que la fougère autruche (Matteuccia struthiopteris) et le polypode du Chêne (Gymnocarpium dryopteris), mais aussi des plantes vasculaires telles que la listère cordée (Neottia cordata), Viola epipsila et la renoncule de Laponie (Ranunculus lapponicus),, cette dernière étant une espèce rare et protégée.
Enfin, bien qu'elles ne représentent qu'une petite partie du parc (115 ha soit environ 5 % de la surface), les tourbières du parc, en particulier celles de la vallée de Björkbäcken sont considérées comme de très bonne qualité. Les tourbières des grandes vallées sont minérotrophes, l'eau ruisselant le long des faibles pentes, formant parfois des structures cordées caractéristiques de la tourbière d'aapa.

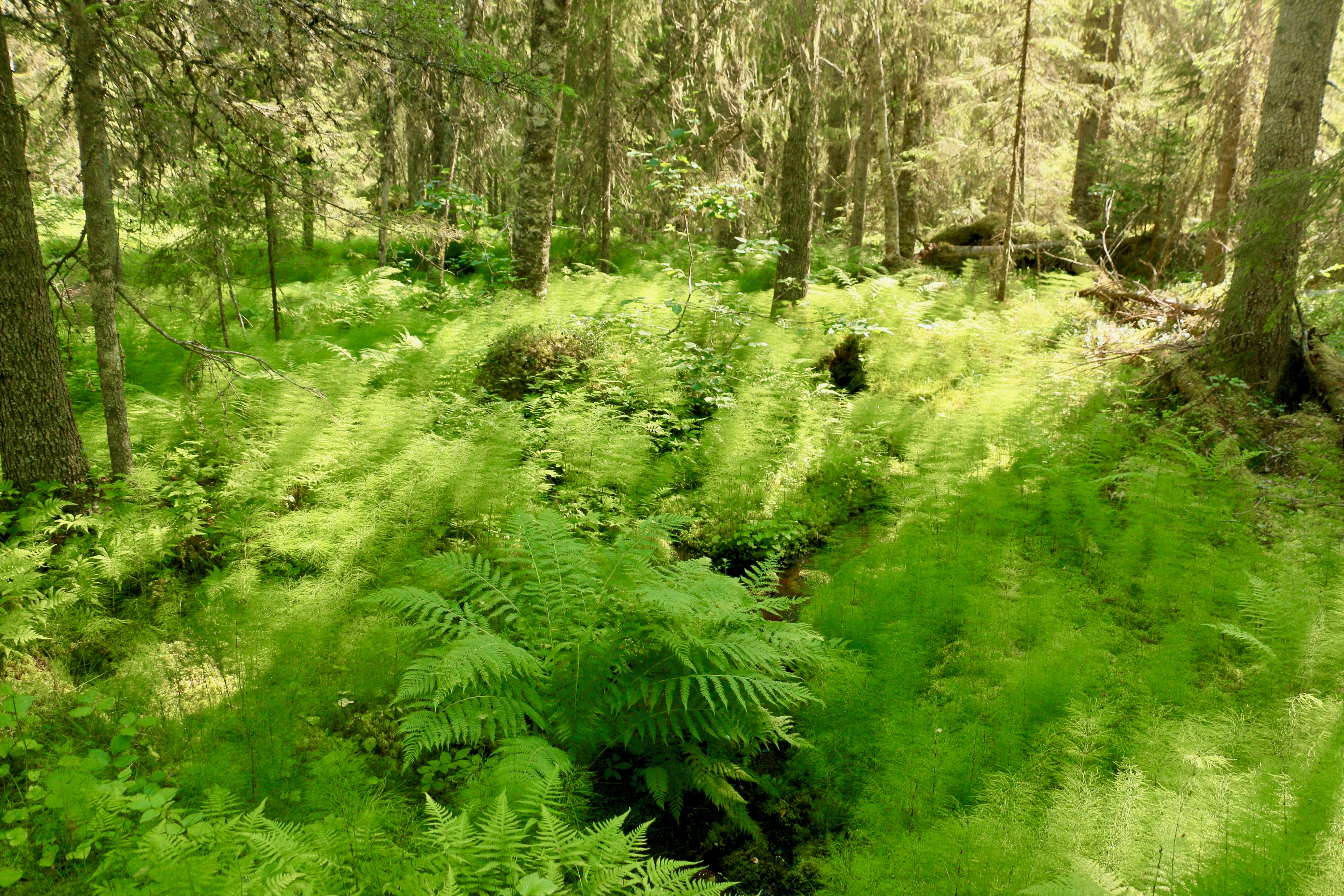
Fougères dans les sections plus humides de la forêt du parc.
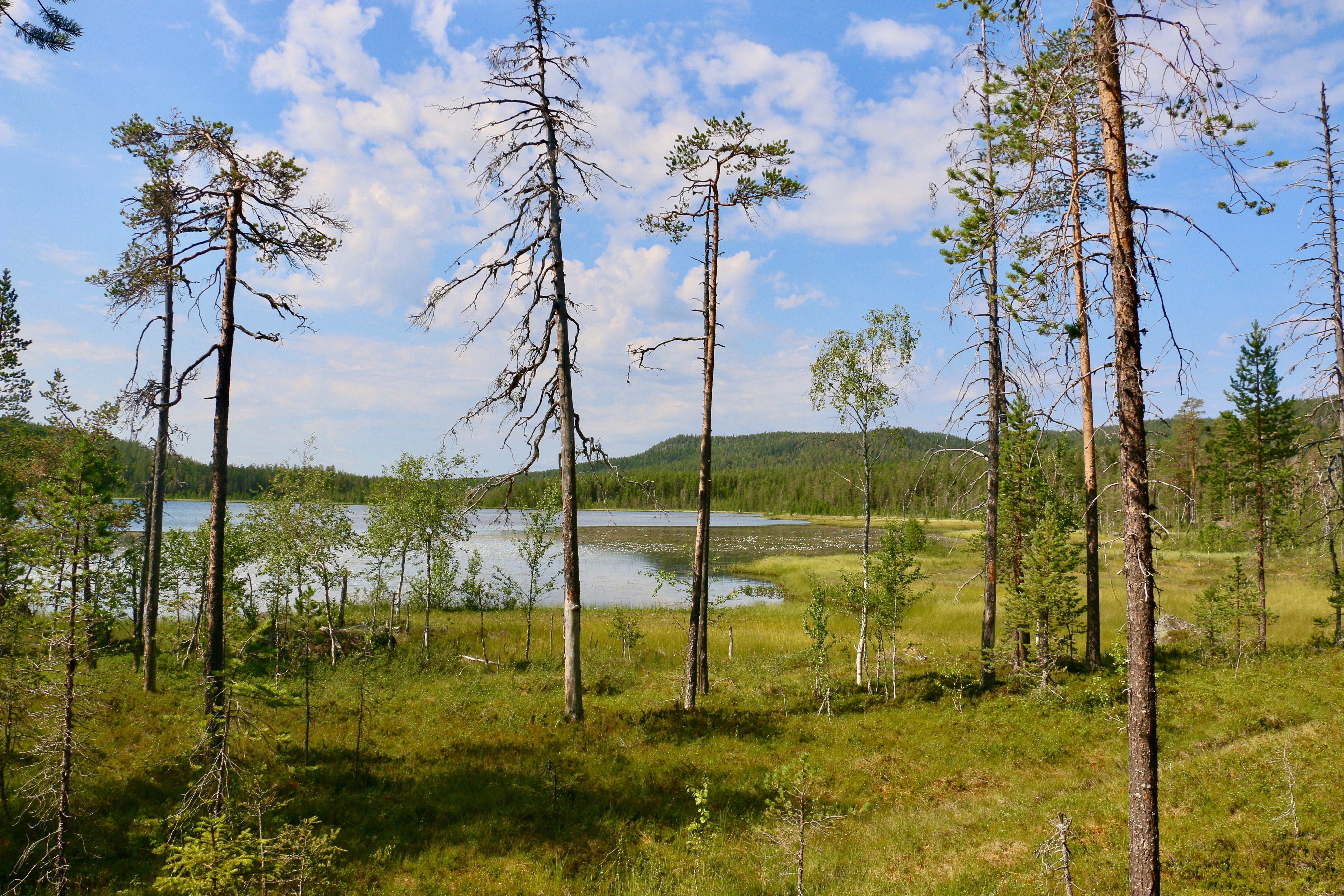
La forêt de pin se fait plus éparse sur les zones humides à proximité du lac Angsjön.

### Faune
En dehors des insectes, la faune du parc n'a pas été recensée systématiquement, et donc notre connaissance est principalement due aux identifications par les visiteurs et chasseurs,. 24 espèces de mammifères ont été reportées, correspondant aux grands mammifères typiques de la région. Les quatre grands prédateurs suédois, l'ours brun (Ursus arctos), le loups gris (Canis lupus), le glouton (Gulo Gulo) et le lynx boréal (Lynx lynx), sont représentés. L'ours en particulier donne son nom au parc (Björn en suédois), bien que les observations soient assez rares. Parmi les plus petits carnivores, on peut citer le renard roux (Vulpes vulpes), la martre des pins (Martes martes) et l'hermine (Mustela erminea). Parmi les herbivores, on peut noter en particulier l'élan (Alces alces) et le renne (Rangifer tarandus), bien que le parc ne soit qu'à la limite de l'aire de distribution pour ce dernier. Parmi les petits rongeurs, une espèce notable est le campagnol de Sundevall (Myodes rufocanus) qui a partiellement disparu des forêts suédoises, mais a une population importante dans le parc. L'espèce apprécie particulièrement les forêts anciennes et les terrains avec beaucoup de rochers, et est donc parfaitement chez soi à Björnlandet.

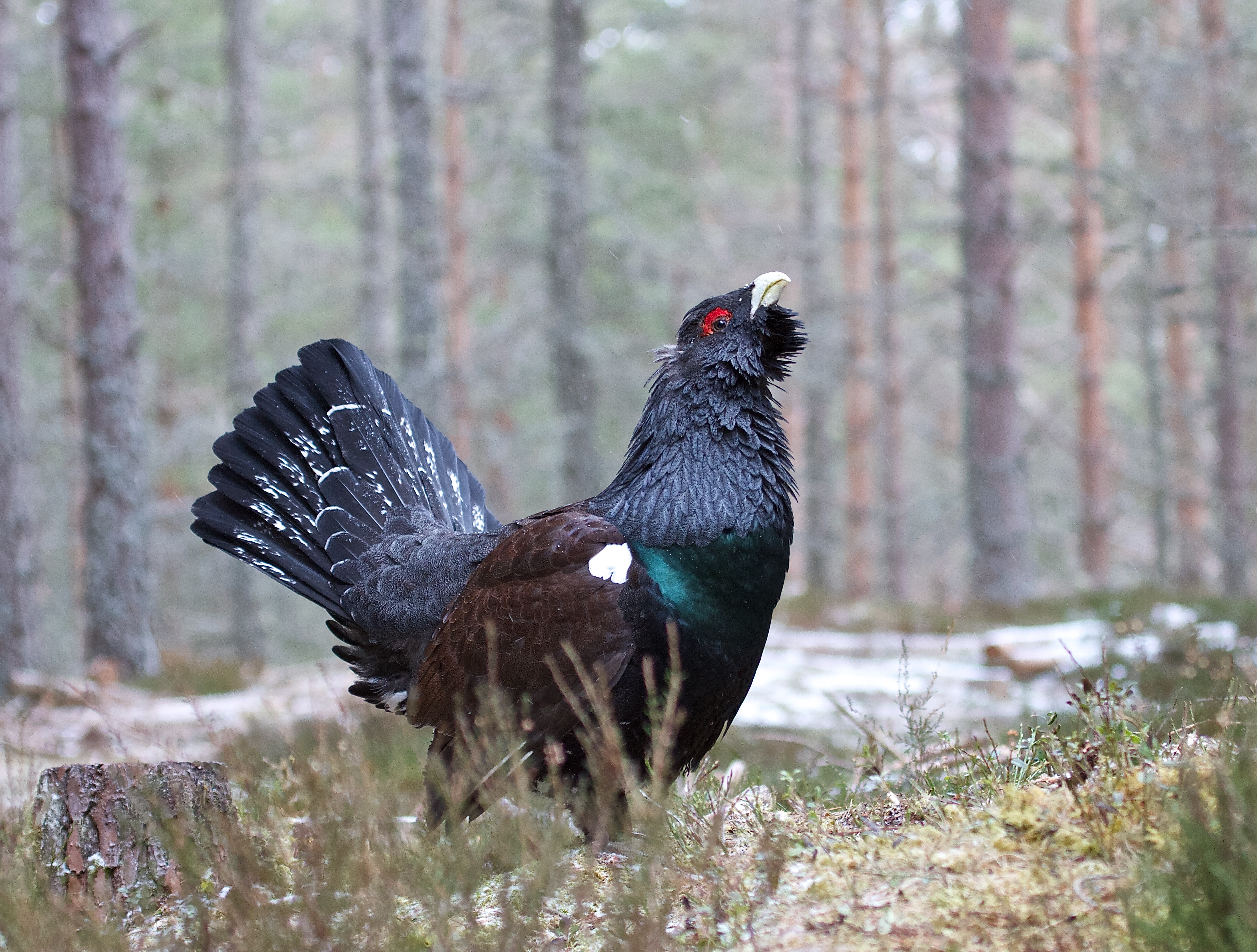
Un grand Tétras.

101 espèces d'oiseaux ont été notées dans le parc, dont en particulier les espèces liées aux forêts de pins telles que les pics, les becs-croisés, la mésange boréale (Poecile montanus), le mésangeai imitateur (Perisoreus infaustus). Les galliformes caractéristiques des forêts suédoises sont aussi représentés, tels que le grand Tétras (Tetrao urogallus), le Tétras lyre (Tetrao tetrix), la gélinotte des bois (Tetrastes bonasia) et le lagopède des saules (Lagopus lagopus). Les principaux rapaces suédois sont aussi communs à Björnlandet, avec en particulier l'aigle royal (Aquila chrysaetos), le faucon émerillon (Falco columbarius), le faucon crécerelle (Falco tinnunculus), la buse pattue (Buteo lagopus) et les rapaces nocturnes tels que la chevêchette d'Europe (Glaucidium passerinum), la nyctale de Tengmalm (Aegolius funereus) et le Hibou grand-duc (Bubo bubo). Plusieurs espèces de pics et de rapaces apprécient particulièrement les forêts anciennes. En particulier, les pics creusent le plus souvent leurs nids dans des vieux arbres, et ces nids pourront ensuite être réutilisés par plusieurs autres espèces, en particulier les rapaces nocturnes. Dans les zones humides, telles que sur le lac Angsjön, on peut observer le cygne chanteur (Cygnus cygnus), le canard colvert (Anas platyrhynchos), la sarcelle d'hiver (Anas crecca), le garrot à œil d'or (Bucephala clangula), la bécassine des marais (Gallinago gallinago), le chevalier guignette (Actitis hypoleucos) et le chevalier aboyeur (Tringa nebularia). En termes de poissons, les lacs et grands ruisseaux du parc sont principalement peuplés de perches (Perca fluviatilis) et de truites (Salmo trutta).
Comme indiqué précédemment, les insectes sont la classe d'animaux la mieux étudiée dans le parc, ce qui est dû en partie aux recherches entomologiques sur les espèces liées aux forêts anciennes pour lesquelles Björnlandet constituait un des principaux sites d'étude. Au total, plus d'un millier d'espèces ont été répertoriées, dont 636 de coléoptères, 496 de diptères et 134 d' hyménoptères. Beaucoup d'espèces de coléoptères sont dépendantes des forêts anciennes, en particulier de la présence de bois mort, ce qui explique que 34 espèces sont sur la liste rouge suédoise des espèces menacées, dont en particulier plusieurs espèces de la famille des longicornes.

## Histoire

### Les Samis des forêts
Le parc est situé au sud-est de la province de Laponie, et son histoire est donc intimement liée à celle des Samis, en particulier les Samis des forêts — restant dans les forêts toute l'année, par opposition aux « Samis des montagnes » allant faire paître leurs rennes dans les montagnes en été. La plus ancienne trace à proximité est une tombe préhistorique sur une île du lac Häggsjön. Autrement, les principales traces d'occupation humaine de la région sont sous forme de peintures rupestres, bien que celles trouvées dans le parc sont probablement relativement récentes. Une peinture découverte en 2013 près de Häggsjön fut initialement considérée préhistorique mais est maintenant considérée comme datant probablement du début du XIXe siècle.
La plus ancienne source écrite décrivant la région date de 1602, indiquant une population limitée où l'élevage des rennes n'était qu'une activité mineure, la population, quasi-exclusivement same, vivant principalement de la pêche. À cette époque, les territoires samis sont divisés en unités (Lappskatteland) comprenant un ou plusieurs foyers imposés ensemble ; à partir de la fin du XVIIe siècle, Björnlandet est probablement inclus dans l'unité appelée Rissjölandet, où vivait un certain Arvid Varniksson. Là encore, la chasse et la pêche sont les principales ressources, l'élevage des rennes n'étant pratiqué qu'à petite échelle. Il est possible de suivre la présence de cette famille dans les environs (en particulier à Häggsjö) jusqu'en 1856, qui marque donc la fin de la présence des Samis des forêts à Björnlandet.

### Colonisation suédoise
Dans les années 1780 déjà, outre la famille d'Arvid Varniksson, les relevés d'impôts indiquent la présence de colons suédois à Rissjölandet. Le village Häggsjö en particulier, à l'est du parc, se développe et compte dans les années 1880 quatre propriétaires. Leur impact sur le parc est limité, incluant probablement la fenaison dans les marais. Cependant, à cette période, une partie des forêts, appartenant jusque-là à l'État, est divisée entre les différents propriétaires, qui sont alors libres de les vendre. Très rapidement, ce patrimoine forestier est vendu à de grandes compagnies. Ainsi, dès 1896, les forêts sont réparties entre Gideå & Husums AB et l'association de commerce de Trehörningssjö. Gideå & Husums AB est rachetée en 1903 par Mo och Domsjö AB (de nos jours appelée Holmen) et au plus tard en 1950, cette entreprise rachète le domaine de l'association de commerce et possède donc toutes les forêts de la région.
Gideå & Husums AB avait prévu d'aménager un réseau de flottage le long de la rivière Björkbäcken-Angsjöbäcken pour faciliter l'exploitation du domaine. Cependant, l'entreprise avait investi dans de nombreuses autres forêts de la région, et les forêts de Björnlandet restèrent relativement épargnées dans un premier temps. On trouve néanmoins les traces d'un petit barrage sur le lac Angsjön, probablement érigé pour faciliter le flottage, et des coupes partielles ont lieu entre 1901 et 1905 sur le versant ouest d'Angsjökullen, et plus tard au nord de Björnberget, essentiellement à l'extérieur du parc. L'exploitation s'accélère quelque peu dans la deuxième moitié du XXe siècle avec une petite zone au nord d'Angsjön et une coupe rase à l'est de Råtjärnen, qui est probablement la raison de la construction de la route dans cette zone.

### Le parc national

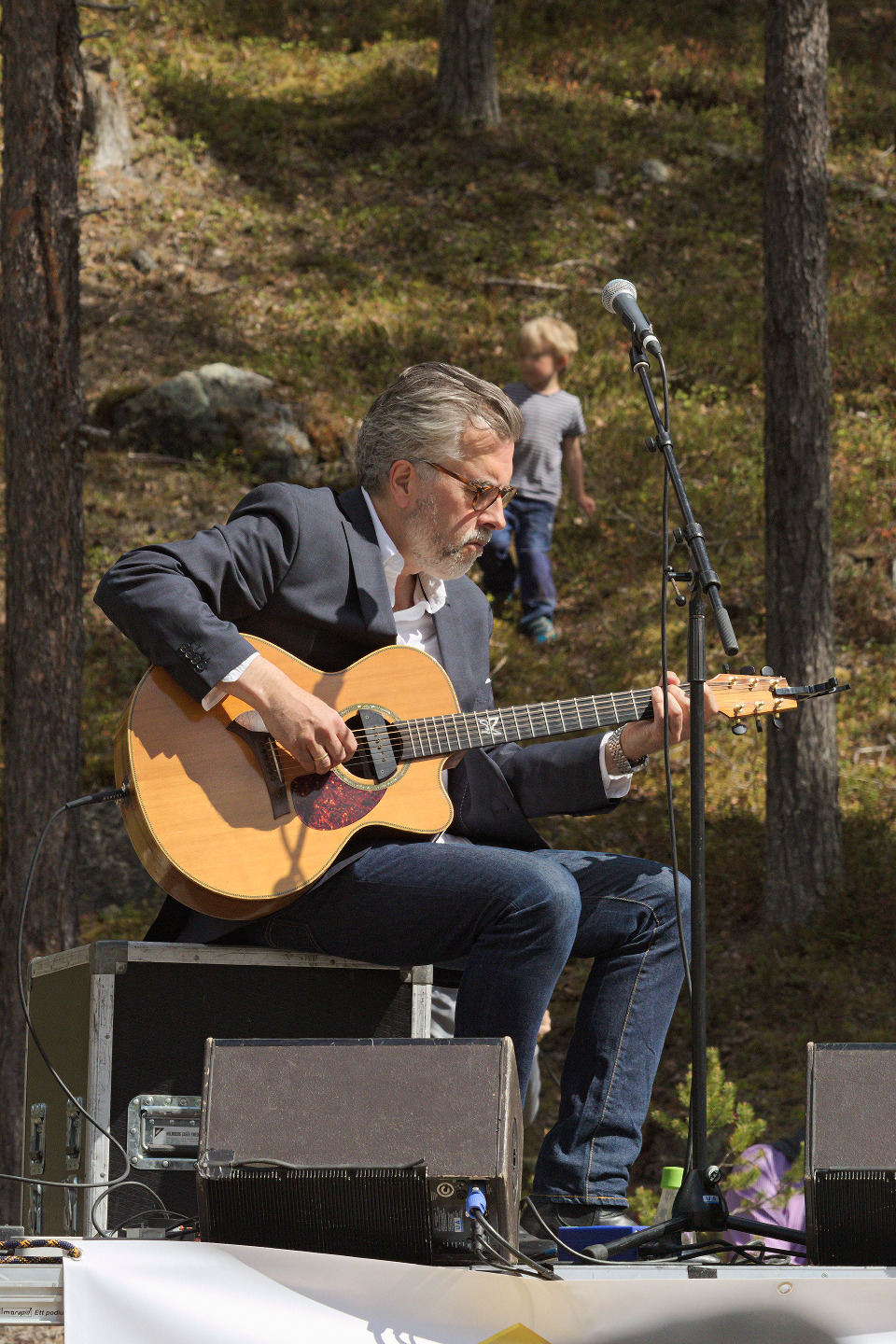
Concert lors de l'inauguration de l'extension du parc le 10 juin 2017.

Dans les années 1980, la Suède lance un grand inventaire des forêts pour trouver et protéger les sections de forêts primaires ou anciennes. Cet inventaire remarque une section de forêt primaire d'environ 800 ha alors non protégée à Björnlandet. Dans le premier plan pour les parcs nationaux suédois (Nationalparksplan) en 1989, il est alors proposé de créer un parc national. Ce plan devient réalité en 1991 avec la création du parc, d'une superficie de 1 130 ha.
Dans les années qui suivent, le comté réalise un inventaire plus détaillé à l'est du parc, montrant que ces forêts ont aussi une grande valeur. En 2008, un deuxième Nationalparksplan propose l'extension du parc, et à la même période, trois réserves naturelles sont créées : Björnlandet est, Björnlandet sud et Svedjeberget. Avec cette extension, les frontières du parc seraient plus naturelles, suivant la topologie, et la surface de forêt ancienne protégée continue augmenterait significativement. Entre-temps, Domänverket avait coupé 70 ha de forêt au nord d'Angsjöbäcken, juste en dehors du parc, mais il fut décidé d'inclure cette section malgré tout. La proposition d'extension reçut un accueil très favorable de toutes les entités consultées. En lien avec ce projet, une investigation détaillée de l'histoire du parc ainsi que de l'historique des feux de forêts fut effectuée. D'importants investissements sont aussi effectués pour améliorer les infrastructures touristiques. Finalement, l'extension du parc est célébrée le 10 juin 2017 avec 500 visiteurs.

## Gestion et règlementation
Comme pour la plupart des parcs nationaux de Suède, la gestion et l'administration sont divisées entre l'agence suédoise de protection de l'environnement (Naturvårdsverket) et le conseil d'administration des comtés (Länsstyrelse). Naturvårdsverket est chargé de la proposition des nouveaux parcs nationaux, sur consultation des conseils d'administration des comtés et des communes, et la création est entérinée par un vote du Parlement. Le terrain est ensuite acheté par l'État, par l'intermédiaire de Naturvårdsverket. La gestion du parc est ensuite assurée principalement par le comté, c'est-à-dire le conseil d'administration du comté de Västerbotten pour le parc de Björnlandet. Le budget du comté pour la gestion du parc et des autres aires protégées est obtenu par une bourse de l'État via Naturvårdsverket, et est donc dépendant de la politique nationale, ayant par exemple fortement reculé en 2019.
Le parc est divisé en trois zones, afin de concilier la protection du parc et l'accueil des touristes. Ces zones représentent un impact touristique décroissant, allant de la zone 1 autour des entrées et du lac Angsjön, où l'essentiel des infrastructures est situé à la zone 3 complètement sauvage, en passant par la zone 2 située essentiellement autour des sentiers. En dehors de l'entretien des infrastructures touristiques, le principal entretien du parc est sous forme de petits feux de forêt contrôlés, visant à reproduire les cycles naturels d'incendie qui est essentiel au maintien de l'équilibre de la taïga suédoise. Autrement, la nature est autant que possible laissée en libre évolution. La chasse est autorisée dans la zone 3, de même que la chasse à l'élan dans la zone 2, mais elle est fortement réglementée pour être en cohérence avec la mission de conservation du parc.

## Tourisme

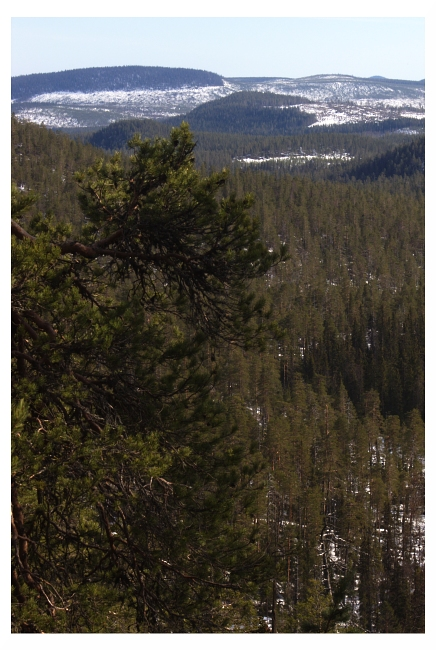
Les hauteurs du parc offrent des vues imprenables sur les paysages ondulants de la région.

Le parc national de Björnlandet est un site touristique apprécié des amateurs d'activités en plein-air. Ils y viennent en particulier pour profiter du calme et de la beauté de cette forêt ancienne, ainsi que des points de vue depuis les hauteurs du parc, en particulier le sommet de Björnberget, qui est l'image classique de Björnlandet.
Avant l'extension du parc (2017), le nombre de visiteurs de Björnlandet était très modéré, entre 1 000 et 1 500,. Cependant, concomitamment aux travaux d'extension, de nombreuses infrastructures touristiques ont été construites pour faciliter l'accessibilité et améliorer l'expérience pour les visiteurs. Ces travaux ont permis de mettre en œuvre les lignes directrices et l'identité récemment développées pour améliorer la visibilité des parcs nationaux suédois. Les résultats sont très concluants, avec 6 500 visiteurs en 2018, soit l'année suivant l'inauguration de l'extension. Le parc comporte deux entrées : l'entrée principale à Angsjön et l'entrée secondaire à Häggsjö. Les deux entrées disposent de quelques places de stationnement, de toilettes et de panneaux d'informations. L'accès à ces deux entrées se fait par des routes gravillonnées, le parc étant relativement éloigné des axes de communication majeurs, et l'entrée Angsjön est entretenue (et donc accessible) même en hiver. Enfin, ces entrées constituent le point de départ du réseau de sentiers du parc, avec plusieurs sentiers marqués parcourant le parc, offrant des boucles allant de 2,6 km à 12 km. À proximité des entrées, les sentiers sont accessibles pour les personnes à mobilité réduite. Il est possible de passer la nuit gratuitement dans le parc dans l'un des deux chalets (koja) : Angsjökojan et Svärmorskojan, ou dans sa propre tente en respectant certaines restrictions.

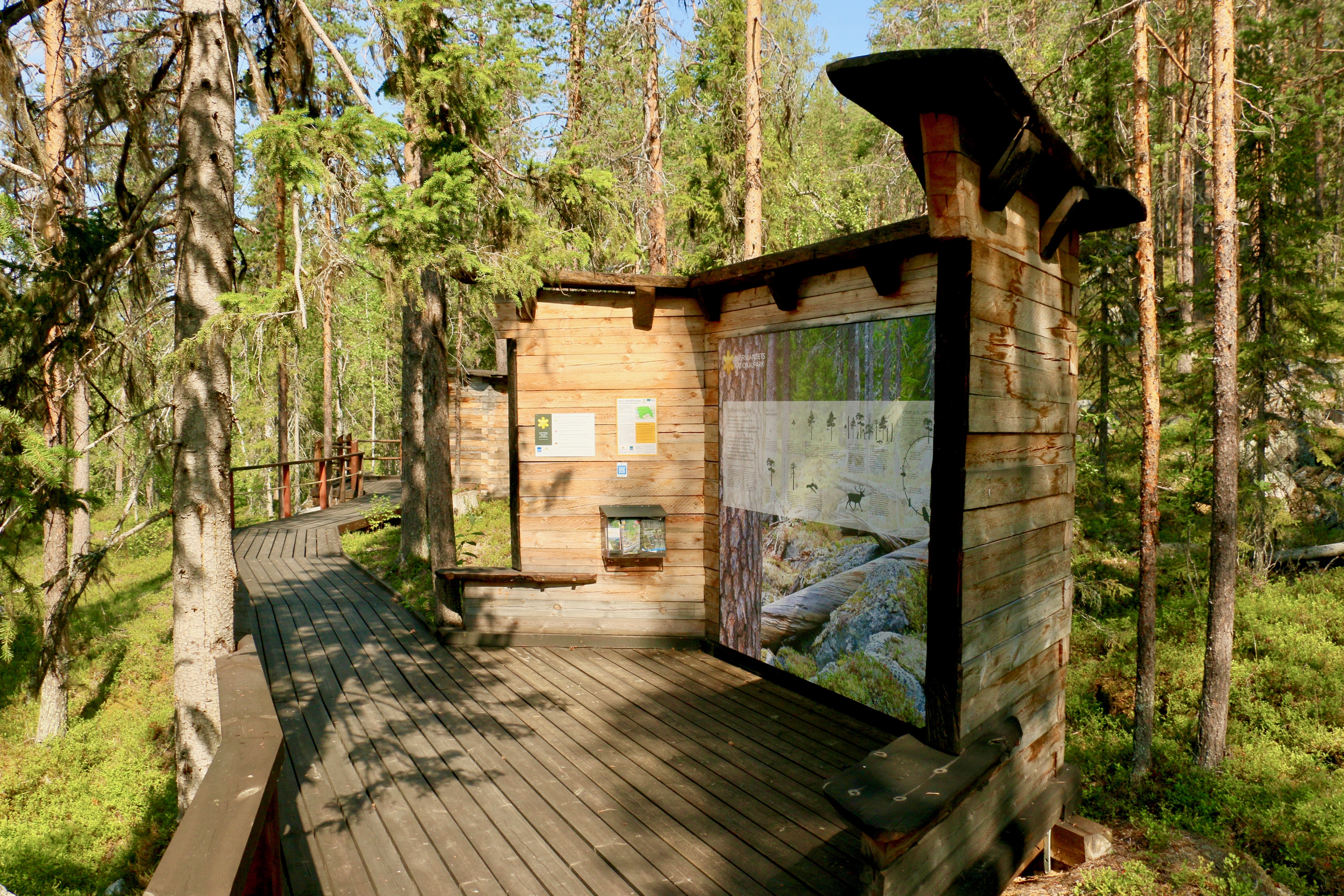
Informations le long du sentier près de l'entrée Angsjön.
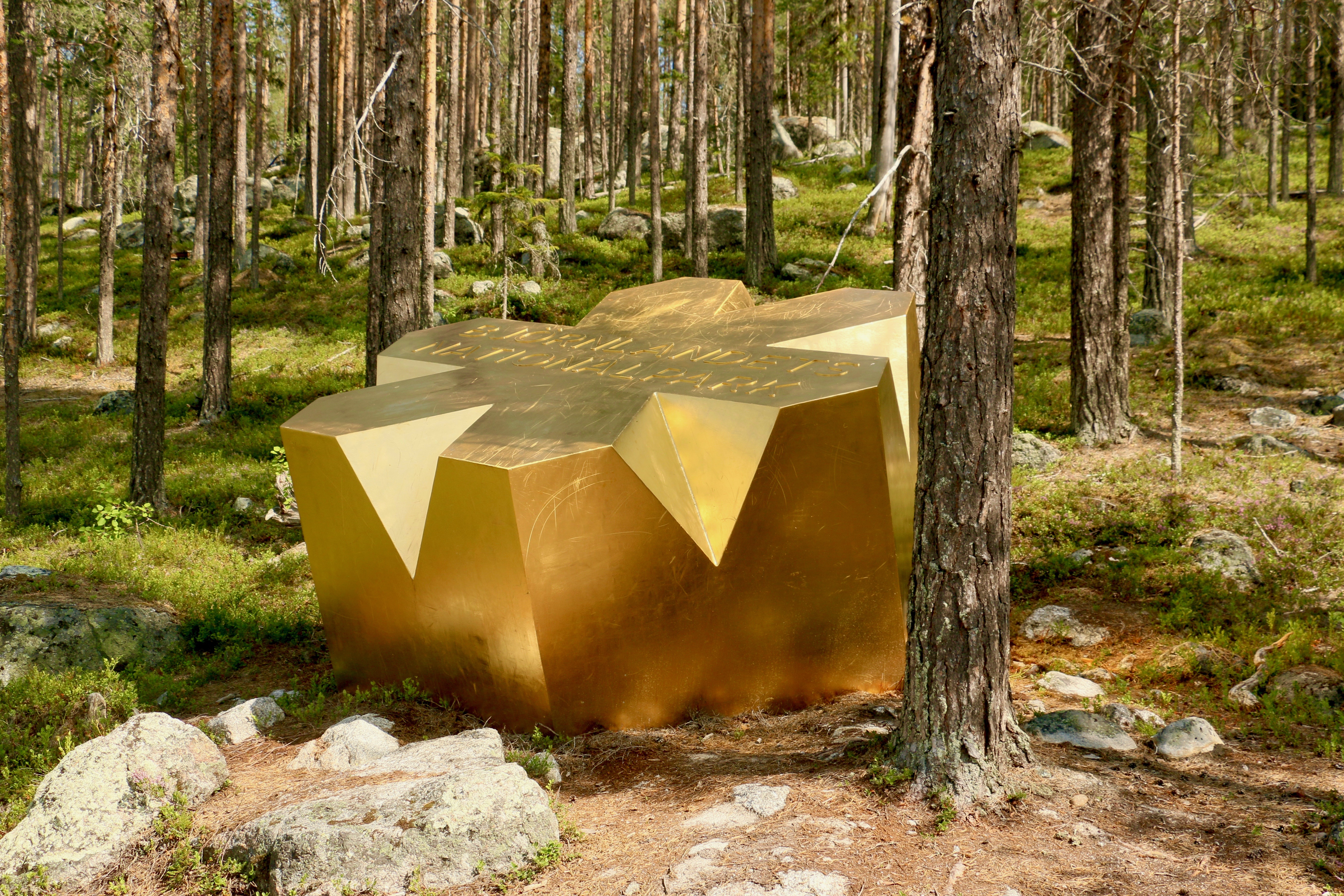
La couronne dorée, symbole des parcs nationaux suédois.
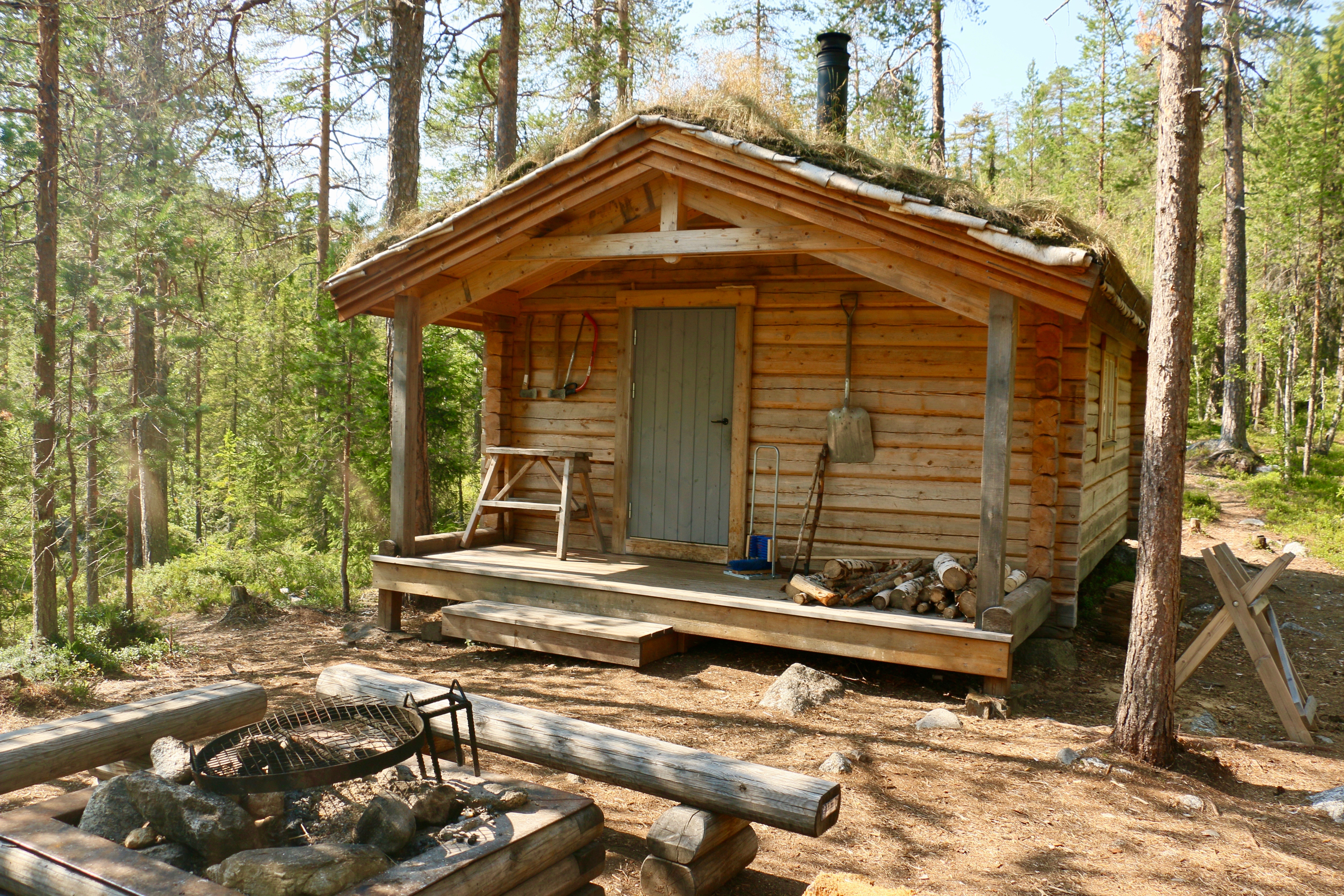
Le chalet Angsjökojan.